# Привокзальное (Ямпольский район)
Привокзальное (укр. Привокзальне) — посёлок,
Ямпольский поселковый совет,
Ямпольский район,
Сумская область,
Украина.
Код КОАТУУ — 5925655106. Население по переписи 2001 года составляло 348 человек .

## Географическое положение
Посёлок Привокзальное находится в 1,5 км от села Имшана, в 2-х км — село Усок, в 3-х км — пгт Ямполь.
Через посёлок проходит железная дорога, станция Янполь  .

## Экономика
- ООО «Агропромсервис».
- ООО «ГУЛЬ»

## Персоналии
04 октября 1960 года в Привокзальном родился писатель, сценарист Александр Папченко. Он жил в этом поселке до 1967 года.